# Xbox Game Studios
Xbox Game Studios (anteriormente Microsoft Studios y Microsoft Game Studios) es una división de Microsoft Corporation, que desarrolla y publica videojuegos para ordenadores basados en el sistemas operativos Windows, las videoconsolas Xbox y anteriormente en los sistemas operativos para teléfonos inteligentes Windows Phone. Se establecieron en 2001 como Microsoft Game Studios para coincidir con el lanzamiento de la Xbox, antes de ser rebautizado en 2011 como Microsoft Studios y en 2019 como Xbox Game Studios. La división de Microsoft desarrolla y publica juegos en conjunto con estudios de desarrollo de primera y tercera, bajo su sello editorial. 
El 21 de septiembre de 2020 Microsoft adquirió la empresa ZeniMax Media por $7.5 mil millones de dólares, el acuerdo se cerro el 9 de marzo de 2021. El 18 de enero de 2022 Microsoft anuncia su intención de adquirir la empresa Activision Blizzard por $68.7 mil millones de dólares, siendo dentro de la industria de los videojuegos el acuerdo más grande de la historia. Estas dos compañías junto a Xbox Game Studios conforman Microsoft Gaming. 

## Historia

### Antecedentes
La compañía de tecnología estadounidense Microsoft empezó a interesarse en la industria de los videojuegos en los años 1979, publicando su primer videojuego para ordenadores IBM PC y para la Apple II nombrado como Microsoft Adventure, un juego de aventura interactiva del género de ficción basado en el PDP-10.
En el año 1980, Thomothy W. Smith un empleado de Microsoft desarrollo el videojuego Olympic Decathlon, siendo publicado por Microsoft para el TRS-80, en el juego consiste en que los jugadores compiten en 10 eventos de pista y de campo, para el desarrollo del juego Thomothy W. Smith se inspiro en los Juegos Olímpicos de Montreal 1976.
En 1981 se lanzó el tercer videojuego de la corporación titulado DONKEY.BAS desarrollado por su cofundador Bill Gates y su empleado Neil Konzen  para los ordenadores IBM PC, la razón de su desarrollo fue para demostrar que el ordenador y el lenguaje de programación BASIC tienen la capacidad de producir programas interactivos con gráficos a color y con sonido.
En 1982 Microsoft publicó su cuarto videojuego Microsoft Flight Simulator un Videojuego de simulación en la cual fue desarrollado únicamente para los ordenadores de IBM PC, siendo uno de sus proyectos más reconocidos en la plataforma, fue desarrollado por la empresa subLOGIC
En el año 1990, Microsoft inicio desarrollando juegos casuales para ordenadores en sus primeras versiones de sus sistemas operativos Windows, los juegos más destacados son Solitario y Buscaminas.
En 1991, Microsoft desarrollo y publicó dos videojuegos para sus sistemas operativos MS-DOS y Windows con los nombres de GORILLAS.BAS y NIBBLES.BAS ambos escritos en un lenguaje de programación variante de BASIC conocido como QBasic, lenguaje utilizado en institutos de investigación y en universidades en ordenadores de 8 bits.
En 1992, Microsoft publicó el videojuego Microsoft Golf en Windows NT, un juego de deportes y de simulación casual desarrollado por el estudio Access Software, el juego es un spin-off de la serie de juegos Links, serie también desarrollado por el mismo estudio, tuvo un recibimiento mixto.
En 1994, Microsoft desarrolló su segundo juego de simulación enfocado al aeroespacial titulado Microsoft Space Simulator para los ordenadores con el sistema operativo MS-DOS. En el mismo año, Microsoft también publicó el videojuego The Ultimate Haunted House de género aventura quien fue diseñado por el escritor y caricaturista Gahan Wilson para los ordenadores personales. 
En 1995, Microsoft empezaría a reclutar estudios para desarrollar juegos en su sistema operativo Windows 95, para atraer a los consumidores quienes juegan desde un ordenador, desarrolladoras como Terminal Reality y Digital Illusions CE se involucraron con el apoyo. El primer juego desarrollado por el estudio Terminal Reality fue Fury3, un juego de simulacion de un solo jugador, En ese mismo año Microsoft decidió publicar a la venta Microsoft Entertainment Pack desarrollado por Microsoft y de juegos arcades de la compañía Namco bajo licencia, juegos que se incluyen en la lista son Pac-Man, Dig Dug, Mappy, Galaxian, Pole Position entre otros. En agosto del mismo año Microsoft desarrolló el videojuego Hover!, un juego de un solo jugador que combina elementos de Coches de choque y de Capturar la bandera, fue publicado en Windows 95.
En 1996, Microsoft realizó un acuerdo con Rainbow Studios para el dersarrollo de tres juegos exclusivos para los ordenadores personales, el primer juego desarrollado por el estudio en colaboración con Microsoft fue Deadly Tide un juego de género rail shooter. En el mismo año, Microsoft publicó la secuela de Fury3 con el nombre de Hellbender, y el videojuego de carreras Monster Truck Madness, ambos juegos desarrollador por Terminal Reality, anteriormente los dos juegos recibieron críticas positivas. Microsoft también publicó el videojuego NBA Full Court Press, juego desarrollado por Beam Software para ordenadores personales. En el mismo año Microsoft contrata a Alekséi Pázhitnov, conocido por crear la serie de videojuegos Tetris, con el objetivo de desarrollar videojuegos para MSN.
En 1997, Microsoft publicó el juego de estrategia Age of Empires desarrollado por Ensemble Studios en los sistemas operativos Windows, este juego obtuvo muchas críticas positivas tanto por los jugadores y de los críticos, convirtiéndose el primer juego popular de la compañía. En el mismo año Microsoft publicó el videojuego CART Precision Racing, un juego de carreras para ordenadores personales.
En 1998, Microsoft continuó publicando juegos para los ordenadores personales, uno de ellos fue Microsoft Baseball 3D 1998, un juego de deportes de baseball desarrollado por Wizbang!, el videojuego se popularizó debido a su modo multijugador a través en línea, característica que fue añadida tiempo más tarde mediante un parche. En el mismo año Microsoft lanzó al mercado el videojuego de carreras Motocross Madness, juego desarrollado por Rainbow Studios, el juego fue bien recibido por los críticos y por los jugadores con críticas muy positivas. A finales del año Microsoft publicó el videojuego casual Microsoft Pinball Arcade para ordenadores personales.
En 1999, Microsoft adquiere un estudio por primera vez llamada FASA Studio con todo las propiedades intelectuales y talento creativo, los juegos desarrollados por parte del estudio son MechCommander y Shadowrun. Más tarde Microsoft adquirió el estudio Access Software con las propiedades intelectuales de la serie de juegos de golf Links. En el mismo año, Microsoft pública el videojuego Pandora's Box, un juego de puzles creado por Alekséi Pázhitnov. A finales del año Microsoft publicó el videojuego Microsoft International Soccer 2000, un juego de deportes enfocado al fútbol, con una capacidad de setenta y cuatro selecciones internacionales jugables.

### Era Microsoft Games (2000 - 2001)
En marzo el año 2000, Microsoft abrió Microsoft Games, una división corporativa para videojuegos, en marzo de 2000, como una expansión de su anterior Grupo de Juegos interno. El 16 de marzo del mismo año, Microsoft Games en colaboración con Microsoft Research (otra división de Microsoft) desarrollan el videojuego Allegiance, un juego de multijugador en línea de estrategia en tiempo real sobre naves de combate en el espacio, el juego no tuvo el éxito que se esperaba vendiendo únicamente 29,000 unidades en el primer año. En ese mismo año Microsoft adquiere 2 estudios para el desarrollo de juegos First- Party para su nueva y primera consola de videojuegos que entraría dentro y próximo a estrenarse en la sexta generación de videoconsolas, los estudios son Bungie que en ese entonces desarrollaban el juego más esperado titulado Halo: Combat Evolved y el segundo estudio, Digital Anvil. Microsoft Games se encargaría de la publicación de los juegos Starlancer y Freelancer, brindando apoyo económico a Digital Anvil.

### Era Microsoft Game Studios (2001 - 2011)
En 2001, Microsoft nombra su nueva división de videojuegos con el nombre de Xbox. además de fundar Microsoft Game Studios para la publicación de sus juegos en su nueva videoconsola Xbox. Sin embargo la nueva división de juegos de Microsoft sería liderado por Robert J. Bach quien tendría la responsabilidad y la visión de Xbox. En ese mismo año la compañía anunció la adquisición de Ensemble Studios junto con las propiedades de Age of Empires y la fundación de su nuevo y primer estudio llamado Turn 10 Studios que se enfocaría al desarrollo de juegos deportivos. El 17 de octubre pese a que Microsoft se enfocaría en el desarrollo de nuevos videojuegos en su nueva consola, no abandonaría el mercado en PC, publicando el videojuego Zoo Tycoon, un juego de simulación de negocios permitiendo crear y desarrollar económicamente un zoológico, fue desarrollado por el estudio Blue Fang Games, obtuvo críticas mixtas, pero fue bien recibido por los jugadores, Microsoft también se enfocó en dar soporte a los juegos Age of Empires de la misma plataforma.
En 2002, Microsoft adquirió el 51 % de la desarrolladora británica de videojuegos Rare por parte de los fundadores Tim y Chris Stamper, Nintendo tras enterarse de lo sucedido decidió venderle el 49 % de lo que quedaba sumándose a $375 millones de dólares por la desarrolladora. La razón de su adquisición es para poder expandir las ventas de la videoconsola Xbox en territorio europeo, los videojuegos desarrollados y conocidos de Rare son Battletoads, Banjo-Kazooie, Conker, Killer Instinct, Perfect Dark, entre otros juegos clásicos, obteniendo los derechos y convirtiéndose en propiedades de Microsoft.
En 2003, Microsoft empezaría a centrarse en la publicación de juegos del oriente, principalmente en Japón, por lo cual decidió contratar a estudios de ese mismo país para crear nuevas propiedades intelectuales para su marca Xbox juegos como Blinx: The Time Sweeper y Phantom Dust. El 20 de mayo, Microsoft publica el videojuego Rise of Nations para la PC, desarrollado por Big Huge Games, un juego estratégico en tiempo real, obteniendo un gran recibimiento por parte de los jugadores y con críticas altamente positivas, siendo otro de los juegos más reconocidos de Microsoft. En el mismo año Bach anuncia su retiro como jefe de la división Xbox, siendo sucedido por Peter Moore, quien toma el cargo, conocido por ser anteriormente uno de los presidentes de Sega America.
En 2004, Microsoft público el juego Fable desarrollado por Lionhead Studios para su videoconsola Xbox, convirtiéndose en uno de los juegos más populares del género de rol para esa plataforma, además de haber tenido muy buenas críticas. En ese mismo año Microsoft decidió vender su estudio Access Software a Take Two Interactive.
En 2005, Microsoft anuncia la llegada de su nueva consola de la séptima generación, la Xbox 360, además de lanzar al mercado sus primeros juegos publicados como Kameo: Elements of Power y Perfect Dark Zero ambos juegos desarrollados por Rare. El primer juego third-party fue Dead or Alive 4 de Team Ninja.
En 2006, Microsoft anuncia la disolución del estudio Digital Anvil tras las bajas ventas de sus juegos desarrollados, siendo fusionado con otros estudios de la corporación pero en 6 de abril de ese mismo año decidió adquirir el estudio Lionhead Studios junto con las propiedades de Fable, además de fundar su segundo estudio Aces Game Studio, quienes se encargarían de actualizar constantemente el juego de simulación Microsoft Flight Simulator.
En 2007, Microsoft anunció la apertura de una oficina europea en Reading, Inglaterra, dirigida por el gerente general Phil Spencer. En el mismo año disolvió FASA Studio, conocido por su trabajo en la serie MechCommander. Bungie, anunció que se separaría de Microsoft Game Studios para convertirse en una compañía privada independiente, sin embargo Microsoft se quedaría con los derechos y propiedades de la franquicia Halo. Peter Moore deja Microsoft Game Studios para unirse a Electronic Arts como jefe de la división deportiva de la compañía. El 17 de julio de 2007, Don Mattrick se une a Microsoft Game Studios como Vicepresidente Sénior y como nuevo jefe de la división Xbox
En 2008, Microsoft Game Studios, anunció la formación de Xbox Live Productions para desarrollar "contenido digital de alta calidad" para Xbox Live Arcade. También fundó la desarrolladora 343 Industries para que se hiciera cargo del desarrollo de la franquicia Halo, después de que el desarrollador anterior Bungie, recuperara su estado independiente. 343 Industries se reveló oficialmente por primera vez como administrador de la serie Halo a mediados de 2009 con el anuncio del proyecto animado, Halo Legends.
En 2009, Microsoft Game Studios disolvió Ensemble Studios y Aces Game Studio debido a los efectos de la crisis financiera de 2008 y 2009 y la reestructuración de sus estudios de desarrollo de juegos. Phil Spencer fue ascendido a vicepresidente corporativo de Microsoft Game Studios para reemplazar a Shane Kim, quien se jubila. En ese mismo año Microsoft adquiere a la desarrolladora BigPark situada en Canadá con el propósito de desarrollar juegos para su próximo proyecto que interactúa con la persona a base de movimientos corporales con el nombre de Project Natal.
En 2010, Microsoft presenta el Kinect un periférico para la Xbox 360 en la cual permite detectar los movimientos provocados por la persona quien lo utilice. Más tarde Microsoft formó un estudio de juegos móviles centrado en el desarrollo de juegos y entretenimiento multimedia para dispositivos con Windows Phone. También se expandió Rare con un segundo estudio en Digbeth, Birmingham.

### Era Microsoft Studios (2011 - 2019)
El 6 de junio de 2011, Microsoft Game Studios se dio a conocer con un nuevo nombre, Microsoft Studios. En ese mismo año Microsoft funda 2 nuevos estudios Microsoft Studios Vancouver y Microsoft Studios Victoria en Canadá, además de adquirir otra desarrolladora en Houston, Texas, Estados Unidos el estudio Twisted Pixel Games.
En 2012, Phil Harrison, exdirector mundial de estudios de Sony Interactive Entertainment, se unió a Microsoft como jefe de Microsoft Studios Europe e IEB. Microsoft Studios adquirió al desarrollador Press Play, conocido por desarrollar Tentacles and Max & the Magic Marker. También anunciaron un nuevo estudio de desarrollo llamado Soho Production ubicado en Londres, Inglaterra. Más tarde, Microsoft redujo el tamaño de Microsoft Studios Vancouver debido a la cancelación del título de la familia Kinect "Proyecto Columbia" y anunció la cancelación de actualizaciones de manera continua del título de PC gratuito de Microsoft Flight Simulator, debido a la evaluación de la cartera, Microsoft Studios Vancouver fue rebautizado a Black Tusk Studios. En ese mismo año Microsoft fundaría tres nuevos estudios State of The Art (SOTA), Function Studios y Good Science Studio.
En 2013, Microsoft estableció un nuevo estudio europeo "Lift London", que crearía juegos digitales en la nube para tabletas, móviles y televisores  y reveló oficialmente la Xbox One el 21 de mayo de 2013. La tercera videoconsola producida por Microsoft fue una polémica muy grande en la industria de los videojuegos, principalmente por ser una videoconsola centrado en la multimedia, alejándose mucho de los juegos, además de exigir al usuario estar conectado a internet 24 horas de manera obligatoria, Xbox Live fue aceptado únicamente en 24 países del mundo, realizando restricciones en otras áreas, así como también rechazando los juegos de segunda mano y por último los juegos debían ser ejecutados de manera obligatoria usando el Kinect. Esto provocó un gran desequilibrio en la división, recibiendo una gran cantidad de críticas negativas por parte de los consumidores, perjudicando la marca Xbox. Más tarde, crearon un nuevo estudio Leap Experience Pioneers (LXP): el nuevo equipo se encargaría de trabajar con los mejores desarrolladores fuera de la empresa para crear aplicaciones de próxima generación sobre las plataformas de Microsoft Microsoft Studios anunció que publicaría quince exclusivas de Xbox One dentro de los 12 meses posteriores al lanzamiento, 8 de las cuales serían nuevas franquicias. Phil Harrison, vicepresidente corporativo de Interactive Entertainment Business de Microsoft, anuncia que Microsoft Studios está invirtiendo más de mil millones en contenido exclusivo de juegos de Xbox One, dos veces el de sus competidores. Julie Larson-Green es nombrada jefa de la división de Xbox, sucediendo a Don Mattrick, quien abandona Microsoft Studios y la misma división para unirse a Zynga como Director Ejecutivo el 1 de julio de 2013; y Jason Holtman, exjefe de Steam de Valve, se une a Microsoft Studios como jefe de división y estrategia de juegos de PC. A principios de diciembre, Microsoft Studios anuncia la creación de un pequeño estudio llamado Microsoft Casual Games, con sede en Redmond, Washington, Estados Unidos. El desarrollador tiene el propósito de modernizar y rediseñar los juegos clásicos del sistema Windows con nuevas funciones y características para que todos los usuarios de Windows 10 y Windows Phone puedan acceder a ellos. Microsoft decidió cerrar el Estudio Victoria con una explicación para centrarse en el estudio basado en Vancouver, Black Tusk Studios. Sin embargo Victoria no desarrolló ningún juego.

#### Problemas administrativos en Xbox
Microsoft entraría en una crisis económica a mediados de ese año, en donde sus ingresos se estancarían, provocando que algunas de sus divisiones generarían perdidas, entre ellos Xbox. El 23 de agosto de 2013 Steve Ballmer anuncia que se retiraba de Microsoft tras ser CEO desde el año 2000 hasta el año 2014, mencionó que Microsoft necesita tener un consejero delegado a largo plazo que sea capaz de estar en un largo proceso que quiere embarcarse la compañía comparando los aumentos radicales de sus competidores Apple y Google en sistemas operativos de telefonía móvil, además de mencionar que Microsoft debe replantearse para su futuro.
El pasado mes de agosto, tras el anuncio del próximo retiro de Steve Ballmer como CEO de Microsoft, se tuvieron que reunir los altos directivos de la corporación para nombrar los siguientes candidatos para dirigir la corporación, uno de ellos Stephen Elop, presidente de Microsoft Mobile, mencionó que si fuera CEO, es importante expandir Office en los sistemas operativos Android e iOS, así como también vendería la división Xbox y Bing, tras la cantidad de pérdidas que generaba y que no compartía con la filosofía de la corporación, esto causó un gran rumor de que Microsoft estaría dispuesto vender la división.
El 10 de enero de 2014, Microsoft Studios anunció que había firmado un contrato de publicación de varios títulos y varios años con Undead Labs, desarrolladores de State of Decay. El 27 de enero, adquirió los derechos de la franquicia Gears of War de Epic Games y anunció que la serie continuará bajo Black Tusk Studios, más tarde fue nombrado como The Coalition, quien será dirigido por Rod Fergusson. El 4 de febrero Microsoft anuncia a su nuevo CEO, Satya Nadella, quien será el nuevo responsable en dirigir la corporación para recuperar el terreno tecnológico. El 13 de febrero, Jason Holtman abandonó Microsoft Studios solo 6 meses después de unirse a la compañía. Más tarde en ese mismo año surgió de nuevo el rumor de la posible venta de la división Xbox y Bing. El 7 de mayo, Bill Gates se pronuncia sobre dicho rumor diciendo que no cree que la venta de las divisiones se produzca, aunque no le molesta la idea si llegara a suceder.

#### Situación normalizada
El 31 de marzo de 2014, Microsoft anuncia a Phil Spencer, como nuevo jefe de la división de Xbox, siendo el sucesor de Julie Larson-Green, quien se retira. El 30 de mayo del mismo año, Satya Nadella confirma que las divisiones de Xbox y Bing permaneceran en la corporación Microsoft. El 31 de mayo, se reveló que Microsoft ha adquirido los derechos de la IP Rise of Nations. El 11 de junio de ese mismo año Microsoft fundaría el estudio Team Dakota junto con su nuevo juego Project Spark. El 17 de julio, el jefe de Microsoft Studios, Phil Spencer, confirmó que Xbox Entertainment Studios cerraría en los próximos meses. El 15 de septiembre, Microsoft anunció un acuerdo para adquirir a Mojang por $2,500 millones de dólares, conocidos por desarrollar el videojuego popular Minecraft y fundada por Markus Persson, convirtiéndose en un estudio First-Party junto con la propiedad intelectual de Minecraft. El acuerdo se cerró el 6 de noviembre formando parte de Microsoft Studios.
El 4 de marzo de 2015, Microsoft anunció que estaban fusionando los estudios con sede en el Reino Unido, Lift London y Soho Productions, para desarrollar más juegos y que la amalgama operaría bajo el nombre de Lift London. El 7 de marzo, Microsoft anunció en GDC que los juegos de Microsoft HoloLens llegarían a Xbox One. El 9 de marzo, Microsoft anunció que el rol de Kudo Tsunoda se estaba expandiendo y que él sería el nuevo líder de equipo para los estudios Press Play y Lift London. Este es el primer reconocimiento público de la existencia del equipo como un estudio de primera persona. El 30 de septiembre, Twisted Pixel Games abandona a Microsoft, convirtiéndose en un estudio independiente. El 19 de noviembre, Microsoft anunció que Kudo Tsunoda había dejado la división Xbox para el desarrollo de HoloLens y Microsoft Edge, y otros proyectos que pueden mejorar los medios de interacción humana, incluidos la voz y los gestos.
El 7 de marzo de 2016, Microsoft anunció el inminente cierre de Press Play y que Lionhead Studios cerraría en un futuro próximo. El 8 de marzo, Microsoft confirmó que BigPark, Good Science Studio, Leap Experience Pioneers, Function Studios, Team Dakota y State of The Art (SOTA) se habían consolidado durante los últimos años en otros equipos de Microsoft Studios, y el 29 de abril, Lionhead Studios fue oficialmente cerrado.
En septiembre de 2017, Spencer fue ascendido a Senior Leadership Team, obteniendo el título de Vicepresidente Ejecutivo de Juegos.
En enero de 2018, Matt Booty fue promovido de líder en el negocio de Mojang a vicepresidente corporativo de Microsoft Studios.
El 10 de junio de 2018, durante la Electronic Entertainment Expo 2018, Microsoft anunció las adquisiciones de Ninja Theory, Playground Games, Undead Labs y Compulsion Games, así como la apertura de un nuevo estudio en Santa Mónica, California, titulado The Initiative que será dirigido por el exjefe del estudio Crystal Dynamics, Darrell Gallagher. Más tarde en ese año, en noviembre durante el festival X018 organizado en la Ciudad de México en México, Microsoft Studios anunció la adquisición de Obsidian Entertainment e InXile Entertainment.

### Era Xbox Game Studios (2019-presente)
El 5 de febrero de 2019, Microsoft renombraría a la división Microsoft Studios a Xbox Game Studios con el propósito de que sus juegos sean admitidos en diferentes dispositivos tanto en Tabletas, Smarthphones y Laptops mediante la transmisión de vía streaming con su nuevo proyecto X-Cloud. En el día 9 de junio del mismo año Xbox Game Studios anuncio la adquisición de Double Fine Productions en el Electronic Entertainment Expo 2019, además de presentar una gran cantidad de 14 juegos First-party como Halo Infinite, Gears 5, Battletoads, Minecraft Dungeons, Ori and the Will of the Wisps, Bleeding Edge, entre otros. Microsoft también anuncio en la conferencia que Xbox Game Pass llegará a PC un servicio de streaming con un total de 100 juegos incluidos, más adelante Phil Spencer anunció que X-Cloud llegara en octubre del 2019 principalmente en las videoconsolas Xbox One ofreciendo una versión en la cual la videoconsola permite ser un servidor de streaming local, además de informar que ya se encuentran trabajando para su nueva videoconsola de la nueva generación con el nombre en clave "Project Scarlett" una consola que soportara una resolución de 8K y 120 fps que llegara a finales de 2020. En la página oficial de noticias de Xbox Wire informó que Microsoft esta formando un nuevo estudio que se enfocaría principalmente en la creación de nuevos juegos de la saga Age of Empires conocida como Age of Empires Studio y será encabezada por Shannon Loftis dejando de ser jefa de Xbox Publishing Group siendo sucedida por Peter Wyse. El 12 de agosto Microsoft anunció que tomó la decisión de estar abierta en lanzar sus juegos en otras plataformas, tras anunciarse que Cuphead llegaría a Nintendo Switch juego desarrollado por Studio MDHR. Por lo cual Matt Booty informo que Xbox Game Studios estaría trabajando con sus estudios en publicar sus juegos en otros dispositivos. El ejemplo más notable fue el de Ninja Theory que desarrolló Hellblade: Senua's Sacrifice en la versión de Nintendo Switch lanzado el 11 de abril de ese mismo año, repitiéndose la misma estrategia con el videojuego de plataformas Ori and the Blind Forest, juego desarrollado por Moon Studios anunciado el 19 de agosto y lanzado el 27 de septiembre de 2019. Al día siguiente un representante de Microsoft había anunciado desde una entrevista formada por Gamesindustry.biz que a pesar de tener una gran experiencia que fueron reclutando el doble de estudios para fortalecer a Xbox Game Studios y que se habían comprometido para lanzar sus juegos en otras plataformas, en el futuro sus estudios se enfocarán únicamente en sus plataformas, aceptando que ya no tienen planes de expandir sus juegos en otras videoconsolas. Lo que da a entender que los estudios First-Party de Microsoft ahora se enfocaría únicamente en Xbox, Windows y en la Nube. Horas más tarde Aaron Greenberg conocido por ser el encargado del Marketing de los juegos de Xbox a declarado nuevamente confirmándolo desde la Gamescom las mismas palabras que mencionó anteriormente el representante de Microsoft Xbox, tranquilizando a la comunidad de Xbox debido a las peticiones que recibieron estando en contra de la decisión que tomaron. El 14 de noviembre de 2019 se organizó el evento X019 en Londres, Reino Unido en donde se mostraron tres nuevos juegos exclusivos de Xbox, Everwild juego desarrollado por Rare, Grounded de Obsidian Entertainment y Tell Me Why desarrollado por Dontnod Entertainment, así como el avance de Wasteland 3 y de Age of Empires IV entre otros anuncios. El 12 de diciembre de ese año, durante el evento de The Game Awards mediante un tráiler se presenta la nueva videoconsola de Microsoft para la novena generación la Xbox Series X|S anteriormente con el nombre clave Project Scarlett, a pesar de no mostrar especificaciones de la videoconsola, se mostró el tráiler de Senua's Saga: Hellblade II un nuevo exclusivo que acompañaría a la nueva videoconsola Xbox.
El 5 de febrero de 2020 Rod Fergusson se retira de The Coalition conocido por ser el responsable de la serie Gears of War, ingresando en Blizzard para dirigir el desarrollo de los futuros proyectos de la saga Diablo. El mismo día James Gwerzman, director ejecutivo de Playfab, ha revelado algunas de las nuevas capacidades disponibles gracias a Microsoft Azure, en la cual los desarrolladores de Xbox Game Studios están utilizando, con la posibilidad de aumentar la resolución de una imagen en tiempo real gracias a la IA (inteligencia artificial). El 13 de febrero, la división Xbox Game Studios organizó Xbox Game Studios Game Camp New Orleans, un campamento de desarrollo de videojuegos que tomara entre el 21 de abril y el 24 de septiembre de ese mismo año en Nueva Orleans, Luisiana, con la asociación de Unity Technologies con el objetivo de inspirar a las personas de Nueva Orleans en descubrir el potencial y el talento creativo en distintas áreas como en programación, dibujo artístico, música entre otros. El 25 de febrero, Phil Spencer ha mencionado que los nuevos estudios de Xbox han cambiado a Microsoft, refiriéndose a que cada estudio tienen experiencias diferentes  mostrando una comunicación muy abierta con el propósito de apoyar, ayudar y compartir los conocimientos y experiencias que tienen las desarrolladoras, una estrategia muy utilizada hoy en día por Microsoft con sus empleados. El 11 de marzo, se cancela los eventos relacionados con el E3 del año 2020, debido a la crisis mundial de la Pandemia de COVID-19 que ha afectado en todo el mundo, sin embargo en ese mismo día Phil Spencer confirma que se realizara un evento en línea de Xbox tras la cancelación del evento. El 23 de julio durante el evento en línea Xbox Games Showcase de Microsoft presenta el próximo catálogo de juegos que llegará de manera exclusiva para el ecosistema Xbox, presentando un gameplay de Halo: Infinitie en su versión Demo, así como también mostraron primicias de nuevos juegos desarrollados por los estudios de Microsoft, como Avowed de Obsidian Entertainment, State of Decay 3 de Undead Labs, Forza Motorsport de Turn 10 Studios, As Dusk Fall desarrollado por Interior Night y coproducido por Xbox Game Studios Publishing y el anuncio de un nuevo Fable, una franquicia legendaria de Microsoft desarrollado por Playground Games, además mostraron avances de juegos como Psychonauts 2, Grounded, Everwild, CrossFire X y Tell Me Why. El 21 de septiembre Microsoft anuncio la adquisición total de la empresa ZeniMax Media, conocida por ser la empresa matriz de Bethesda Softworks por un monto de $7,500 millones de dólares, logrando obtener las exclusivas de franquicias de videojuegos como Commander Keen, Quake, The Elder Scrolls, Doom, Fallout, Wolfenstein, Brink, Rage, Dishonored, The Evil Within entre otros. Además de adquirir un total de 8 estudios como Arkane Studios, Bethesda Game Studios, id Software, MachineGames, Tango Gameworks, entre otros. El 10 de diciembre en la gala de The Game Awards 2020 Microsoft con su estudio The Initiative anuncia por primera vez su primer proyecto, tratandose de un nuevo Perfect Dark siendo un reboot de la saga, anteriormente era desarrollado por Rare.
El 9 de marzo de 2021, mediante un comunicado Microsoft anuncia de manera oficial la compra de ZeniMax Media, formando parte de la familia Xbox Game Studios, en la cual los estudios y franquicias de Bethesda permaneceran con Microsoft. El 11 de marzo Microsoft organizó una conferencia en vivo sobre la celebración entre la unión de Xbox y Bethesda, Phil Spencer confirmó que los próximos juegos desarrollados por Bethesda solo se podrán jugar en plataformas donde existe Xbox Game Pass, confirmando la exclusividad de futuros juegos de Bethesda para el ecosistema Xbox. El 13 de mayo, Microsoft anuncio una colaboración con el estudio desarrollador chino TiMi Studios una filial de Tencent Games, con el objetivo de desarrollar futuros juegos para teléfonos inteligentes utilizando las propiedades intelectuales de Xbox Game Studios. El 13 de junio, Microsoft organizó su conferencia en el E3 2021 nuevamente de forma digital, presentando nuevos títulos desarrollados por los estudios de Xbox y Bethesda como Starfield un juego de rol de ciencia ficción ambientado en el espacio con fecha establecida y en exclusiva del ecosistema Xbox, también se aunció una nueva IP con el nombre de Contraband, un juego multijugador cooperativo de mundo abierto, además anunciaron una nueva expansión del videojuego Sea of Thives, después mostraron nuevos tráileres de avances como Psychonauts 2, Halo Infinite y de Age of Empires IV, se anunció el desarrollo de secuelas como The Outer Worlds 2 y Forza Horizon 5, la llegada de Microsoft Flight Simulator por primera vez en las consolas Xbox y el desarrollo de un nuevo proyecto de Arkane Studios con el nombre de Redfall. El 13 de julio, Microsoft anunció que permitirá la inclusión de mods y contenidos realizados por la comunidad en sus juegos, ofreciendo herramientas y posibilidades para su desarrollo, títulos como Forza Horizon 5, Microsoft Flight Simulator y The Elder Scrolls V: Skyrim son los que han tenido soporte por la comunidad de modders. El 12 de agosto, Microsoft y Tencent anunciarón de forma oficial la adaptación de Age of Empires en móviles para sistemas iOS y Android debutando inicialmente en el mercado chino con el sobrenombre de Return of Empire, mientras que en Occidente se desconoce la fecha de lanzamiento. El 9 de diciembre, durante las premiaciones de los The Game Awards 2021, Microsoft mostro un adelanto de Senua's Saga: Hellblade II presentando un nuevo gameplay tráiler con una espectacularidad gráfica, así como mecánica y con un nuevo enfoque jugable.
El 2 de enero de 2022, Microsoft expande a Undead Labs abriendo un estudio adicional en Orlando, Florida encargadose en el soporte para potenciar y para la creación de cinemáticas que hará uso del motor gráfico Unreal Engine 5 para sus futuros proyectos, quien será supervisado por el director de animación del estudio Simon Sherr. El 18 de enero, Microsoft anuncía su intención de adquirir Activision Blizzard por un monto de $68,700 millones de dólares, haciéndose con franquicias como Call of Duty, Guitar Hero, Crash Bandicoot, Spyro The Dragon, Tony Hawk, Warcraft, Diablo, StarCraft, Overwatch, Candy Crush Saga entre otras, tanto clásicas como modernas. También incluye la adquisición de 15 estudios de videojuegos como Activision Shanghai Studio, Beenox, Blizzard Entertainment, Digital Legends Entertainment, High Moon Studios, Infinity Ward, King, Raven Software, Toys for Bob, Treyarch, entre otros.
El 8 de noviembre de 2023, Alan Hartman, hasta entonces vicepresidente corporativo de Fable y Forza y jefe de Turn 10; pasó a ser el nuevo jefe de Xbox Game Studios.

## Logotipos

(1995 - 2001).
(2001 - 2011).
(2011 - 2019).
(2019 - actualidad).

## Estudios

### Actuales
Xbox Game Studios actualmente cuenta con 14 estudios internos.
| Estudio                      | País           | Fundado | Adquirido | Proyectos |
| ---------------------------- | -------------- | ------- | --------- | --- |
| The Coalition                | Canadá         | 2010    | –         | Desarrolladores de la serie Gears of War. |
| Compulsion Games             | Canadá         | 2009    | 2018      | Desarrolladores de Contrast, We Happy Few y South of Midnight. |
| Double Fine Productions      | Estados Unidos | 2000    | 2019      | Desarrolladores de las series Psychonauts y Costume Quest, además de títulos como Brütal Legend, Broken Age, Iron Brigade y Keeper |
| Halo Studios                 | Estados Unidos | 2007    | –         | Desarrolladores de la serie Halo tras la partida de Bungie. |
| inXile Entertainment         | Estados Unidos | 2002    | 2018      | Desarrolladores de las series Wasteland, The Bard´s of Tale, Super Stacker y de títulos como Line Rider; Choplifter, Frostpoint VR: Proving Grounds, Hunted: The Demon's Forge, Torment: Tides of Numenera y Clockwork Revolution. |
| Mojang Studios               | Suecia         | 2009    | 2018      | Desarrolladores de la serie Minecraft. |
| Ninja Theory                 | Reino Unido    | 2000    | 2018      | Desarrolladores de la serie Hellblade. |
| Obsidian Entertaiment        | Estados Unidos | 2003    | 2018      | Desarrolladores de las series Pillars of Eternity, y The Outer Worlds, junto a títulos como Tyranny, Grounded, Avowed y Pentiment. También desarrollaron junto a Bethesda Fallout: New Vegas. |
| Playground Games             | Reino Unido    | 2010    | 2018      | Desarrolladores de la serie Forza y Fable. |
| Rare                         | Reino Unido    | 1985    | 2002      | Desarrolladores de las series Banjo-Kazooie, Battletoads, Perfect Dark, Killer Instinct, Conker, Viva Piñata, Sabreman, Jetpac, Kinect Sports, y de títulos como R.C. Pro-Am; PSSST, Alien 8, Slalom, Anticipation, Taboo: The Sixth Sense, Cobra Triangle, Snake Rattle 'n' Roll, Digger T. Rock, Blast Corps, Jet Force Gemini, It's Mr. Pants, Kameo: Elements of Power, Grabbed by the Ghoulies, Sea of Thieves y Everwild. |
| Turn 10 Studios              | Estados Unidos | 2001    | –         | Desarrolladores de la serie Forza junto a Playground Games. |
| Undead Labs                  | Estados Unidos | 2009    | 2018      | Desarrolladores de la serie State of Decay, y del título Moonrise. |
| World's Edge                 | Estados Unidos | 2019    | –         | Desarrolladores de la serie Age of Empires. |
| Xbox Game Studios Publishing | Estados Unidos | 2000    | –         | Editor para proyectos de desarrolladores externos o third party, como la serie Ori de Moon Studios, o Quantum Break de Remedy Entertaiment. |

### Antiguos

#### Removidos, Independizados o Vendidos
| Nombre              | Sede                           | Fundación | Adquisición | Videojuegos                                                                                               | Destino                                                                                 |
| ------------------- | ------------------------------ | --------- | ----------- | --- | --------------------------------------------------------------------------------------- |
| Access Software     | Salt Lake City, Utah, EE.UU    | 1982      | 1999        | Amped series, Links series, Microsoft Golf series, Top Spin                                               | Vendida en 2004 a Take-Two Interactive                                                  |
| BigPark             | Vancouver, Canadá              | 2007      | 2009        | Kinect Joy Ride, Joy Ride Turbo                                                                           | Removido de Microsoft Studios a Office Experience Group                                 |
| Bungie              | Bellevue, Washington, EE.UU    | 1991      | 2000        | Halo series, Marathon series, Myth series, Oni, Destiny series                                            | Se independizó en 2007 y luego fue adquirido por Sony Interactive Entertainment en 2022 |
| Lift London         | Londres, Reino Unido           | 2012      | —           | Videojuegos nunca anunciados                                                                              | Removido de Microsoft Studios a Windows and Devices                                     |
| Twisted Pixel Games | Houston, Texas, Estados Unidos | 2006      | 2012        | 'Splosion Man series, The Maw, The Gunstringer, LocoCycle, Comic Jumper: The Adventures of Captain Smiley | Se independizó en 2015                                                                  |

#### Cerrados o Fusionados
| Nombre                     | Sede                            | Fundación | Adquisición | Videojuegos                                                  | Destino             |
| -------------------------- | ------------------------------- | --------- | ----------- | ------------------------------------------------------------ | ------------------- |
| Aces Game Studio           | Redmond, Washington, EE.UU      | 2006      | —           | Microsoft Flight Simulator series                            | Cerrado en 2009     |
| FASA Studio                | Chicago, Illinois, EE.UU        | 1994      | 1999        | Shadowrun series, MechAssault series, Crimson Skies          | Cerrado en 2007     |
| Ensemble Studios           | Dallas, Texas, EE.UU            | 1995      | 2001        | Age of Empires series                                        | Cerrado en 2009     |
| Lionhead Studios           | Guildford, Reino Unido          | 1997      | 2006        | Fable series, Black & White series, The Movies, Project Milo | Cerrado en 2016     |
| Microsoft Studios Victoria | Victoria, Canadá                | 2011      | —           | Videojuegos nunca anunciados                                 | Cerrado en 2013     |
| Press Play                 | Copenhague, Dinamarca           | 2006      | 2012        | Max series, Tentacles series, Kalimba, Project Knoxville     | Cerrado en 2016     |
| The Initiative             | Santa Mónica, California, EE.UU | 2018      | –           | Reboot de Perfect Dark                                       | Cerrado en 2025     |
| Digital Anvil              | Austin, Texas, EE.UU            | 1996      | 2000        | Freelancer, Starlancer, Brute Force                          | Consolidado en 2006 |
| Function Studios           | Redmond, Washington, EE.UU      | 2012      | —           | Juegos de Kinect nunca anunciados                            | Consolidado en 2016 |
| Good Science Studios       | Redmond, Washington, EE.UU      | 2012      | —           | Kinect Star Wars, Kinect Adventures!                         | Consolidado en 2016 |
| Leap Experience Pionners   | Redmond, Washington, EE.UU      | 2013      | —           | Juegos de Kinect nunca anunciados                            | Consolidado en 2016 |
| Soho Productions           | Londres, Reino Unido            | 2012      | —           | Juegos de Kinect nunca anunciados                            | Consolidado en 2015 |
| State of The Art (SOTA)    | Redmond, Washington, EE.UU      | 2012      | —           | Juegos de Kinect nunca anunciados                            | Consolidado en 2016 |
| Team Dakota                | Redmond, Washington, EE.UU      | 2014      | —           | Project Spark                                                | Consolidado en 2016 |

## Franquicias y propiedades
| - 0x10c - Adera - Aegis Wing - Age of Empires - Age of Mythology - Alien 8 - AMF Bowling Pinbuster! - Anticipation - Ara: History Untold - Arx Fatails - As Dusk Falls - Ascend: Hand of Kul - Atic Atac - Avowed - A World of Keflings - Azurik: Rise of Perathia - Banjo-Kazooie - Bankshot Billiards - Battle Frogs - Battlecry - BattleTech - Battletoads - Black & White - Blast Corps - Bleeding Edge - Blinx: The Time Sweeper - Bloodforge - Blood Wake - Broken Age - Brink - Blue Dragon - Blur - Brute Force - Brütal Legend - Bullet Asylum - Call of Cthulhu - Call Of Duty - Caller's Bane - CarneyVale: Showtime - Candy Crush - CART Precision Racing - Caesar - Catacomb Snatch - Chess Titans - Choplifter - Clockwork Revolution - Cobalt - Cobra Triangle - Comic Jumper: The Adventures of Captain Smiley - Commander Keen - Conker - Contraband - Contrast - Cookie - Costume Quest - Crackdown - Crash Bandicoot - Crimson Alliance - Crimson Dragon - Crimson Skies - Crown and Council - D4: Dark Dreams Don't Die - Dance Central - Dathmark - Deadlight - Deadly Tide - Deathloop - DEXED - Dj Hero - Digger T. Rock - Dishonored - Diablo - Docktor - Doom - DONKEY.BAS - Endless Nuclear Kittens - Endless Skater - Empire Earth - Everwild - Every Party | - Fable - Fallout - Fightback - Forza - Fragments - Carta blanca - Freelancer - Frostpoint VR: Proving Grounds - Fury3 - Fusion Genesis - Fuzion Frenzy - Galactic Reign - Game Chest Series - Gears of War - Geometry Wars - Gabriel Knights - Gerbil Physics - Ghostwire: Tokyo - Glacier Blast - GORILLAS.BAS - Grabbed by the Ghoulies - Gromada - Grounded - Gunpowder - Gunfright - Guitar Hero - Gun - Halo - Harms Way - Haunt - Healthcore Evolved - Hearts - Hearthstone - Heroes of the Storm - Hellbender - Hellblade: Senua's Sacrifice - Heretic - Hero Dice - Hexen - Hexic - Hi-Fi Rush - High Heat Baseball - Hold 'Em - Holobuilder - Hover! - Hunted: The Demon's Forge - Hydro Thunder Hurricane - IHRA Drag Racing - ilomilo - Imhotep - InkBall - Inkquest - Insanely Twisted Shadow Planet - Infinite Undiscovery - Iron Brigade - It's Mr. Pants - Jawbreaker - Jetpac - Jet Force Gemini - Joy Ride Turbo - Kakuto Chojin: Back Alley Brutal - Kalimba - Kameo: Elements of Power - KarmaStar - Killer Instinct - Kinectimals - Kinect Adventures - Kinect Fun Labs - Kinect Joy Ride - Kinect Sports - Kodu - Kung Fu Chaos - Line Rider - Links - Lips - LocoCycle - Lost Odyssey - Lost Turtle | - Magatama - Mahjong - Marlow Briggs - Max: The Curse of Brotherhood - Maximum Chase - MechAssault - MechCommander - MechWarrior - Medieval Games - Microsoft Adventure - Microsoft Allegiance - Microsoft Arcade - Microsoft Bingo - Microsoft Combat Flight Simulator - Microsoft Baseball - Microsoft Entertainment Pack - Microsoft Flight Simulator - Microsoft Golf - Microsoft Jackpot - Microsoft Jigsaw - Microsoft Pinball Arcade - Microsoft Soccer - Microsoft Space Simulator - Microsoft Train Simulator - Midtown Madness - Minesweeper - Minicraft - Minecraft - Monster Max - Monster Truck Madness - Monsters Love Candy - Monstrocity Rampage - Moonrise - Motocross Madness - NBA Inside Drive - NFL Fever - NHL Rivals - NIBBLES.BAS - NightCaster - Nightshade - Ninety-Nine Nights - Nova Bacon - N.U.D.E.@ Natural Ultimate Digital Experiment - Nuclear Pizza War - Olympic Decathlon - Ori - Outlaws - Pandora's Box - Pentiment - Perfect Dark - Pillars of Eternity - Pin Bot - Phantom Dust - Powerstar Golf - Prey - Project Gotham Racing - Project Spark - Pssst - Psychonauts - Quake - Quantum Break - Quantum Redshift - Rage - Rallisport Challenge - Rare Replay - R.C. Pro-Am - ReCore - RedFall - Relic Rescue - Rise of Nations - Roboraid - Rogue Warrior | - Sabreman - Scalebound - Scene It? Lights, Camera, Action - ScreamRide - Sea of Thieves - Sea Dogs - Secrets and Treasure - Shadowrun - SkiFree - Slalom - Small Arms - Snake Oil Stanley - Snake Rattle n Roll - Snap Attack - Sneakers - Solitaire - South of Midnight - Spider Solitaire - Spyro The Dragon - 'Splosion Man - Starfield - Starlancer - State of Decay - Sudeki - Super Stacker - Taboo: The Sixth Sense - Tao Feng: Fist of the Lotus - Tell Me Why - Tentacles: Enter the Mind - The Bard's of Tale - The Elder Scrolls - The Evil Within - The Gunstringer - The Harvest - The Movies - The Outer Worlds - The Splatters - The Wild Rings - Throne Together - Tinker - Too Human - Tork: Prehistoric Punk - Torment: Tides of Numenera - Towerborne - Tranz Am - Treasure Hunt - True Fantasy Live Online - True Crime - Tyranny - Urban Assault - Viva Piñata - Voodoo Vince - Wasteland - Wavemon - We Happy Few - Wet - Whacked! - Wizards & Warriors - Wolfenstein - Wordament - Wraithborne - Wreckateer - Xbox Fitness - Xbox Music Mixer - XNA - Zero Critical - Zoo Tycoon |